# F Market & Wharves
La línea F Market & Wharves es una de las líneas de tren ligero que opera en San Francisco, California. A diferencia de la mayoría de las otras líneas del sistema, la línea F funciona como un servicio de «tranvía histórico», utilizando casi exclusivamente equipos patrimoniales tanto de la flota retirada de San Francisco como de ciudades de todo el mundo (aunque se agregan autobuses durante las horas pico). Si bien la línea F es operada por el Ferrocarril Municipal de San Francisco (Muni), su operación cuenta con el apoyo de Market Street Railway, una organización sin fines de lucro de entusiastas de los tranvías que recauda fondos y ayuda a restaurar tranvías antiguos.
Presentado como F Market en 1983, en el primer Festival Histórico de Tranvías de San Francisco, el servicio operaba originalmente entre el Distrito Castro y Transbay Terminal, y continuó haciéndolo después de ser lanzado como un servicio de tiempo completo durante todo el año en 1995. En marzo de 2000 se amplió en su extremo este hasta Embarcadero y hacia el norte a lo largo de esa calle hasta Fisherman's Wharf, y se suspendió una pequeña sección de la ruta entre Market Street y Transbay Terminal.
A pesar de su condición de patrimonio, la línea F Market & Wharves es una parte integral de la red de transporte urbano intermodal de Muni, que opera a intervalos frecuentes durante 20 horas al día, los siete días de la semana. Transporta tanto a viajeros locales como a turistas, uniendo áreas residenciales, comerciales y de ocio de la ciudad. A diferencia del sistema de funiculares de San Francisco, se aplica el sistema de tarifa Muni estándar más económico.

## Historia

### Anterior Línea F
Las operaciones del funicular a lo largo de Market Street comenzaron en 1888. El servicio se electrificó en 1906.
En 1915, San Francisco Municipal Railway inició la ruta F-Stockton, que iba desde las calles Laguna y Chestnut en la Marina a través de la calle Stockton hasta las calles 4 y Market cerca de Union Square, posteriormente extendida hasta Southern Pacific Depot (actualmente Caltrain Depot) en 1947. La línea de tranvías fue descontinuada en 1951 y fue reemplazada por la ruta 30 Stockton, que existe en la actualidad.
La designación de línea F quedó entonces disponible para ser usada por la actual línea, aunque ese servicio corre por una ruta completamente diferente a la usada entre 1915 y 1951.

### Líneas previas en Market Street

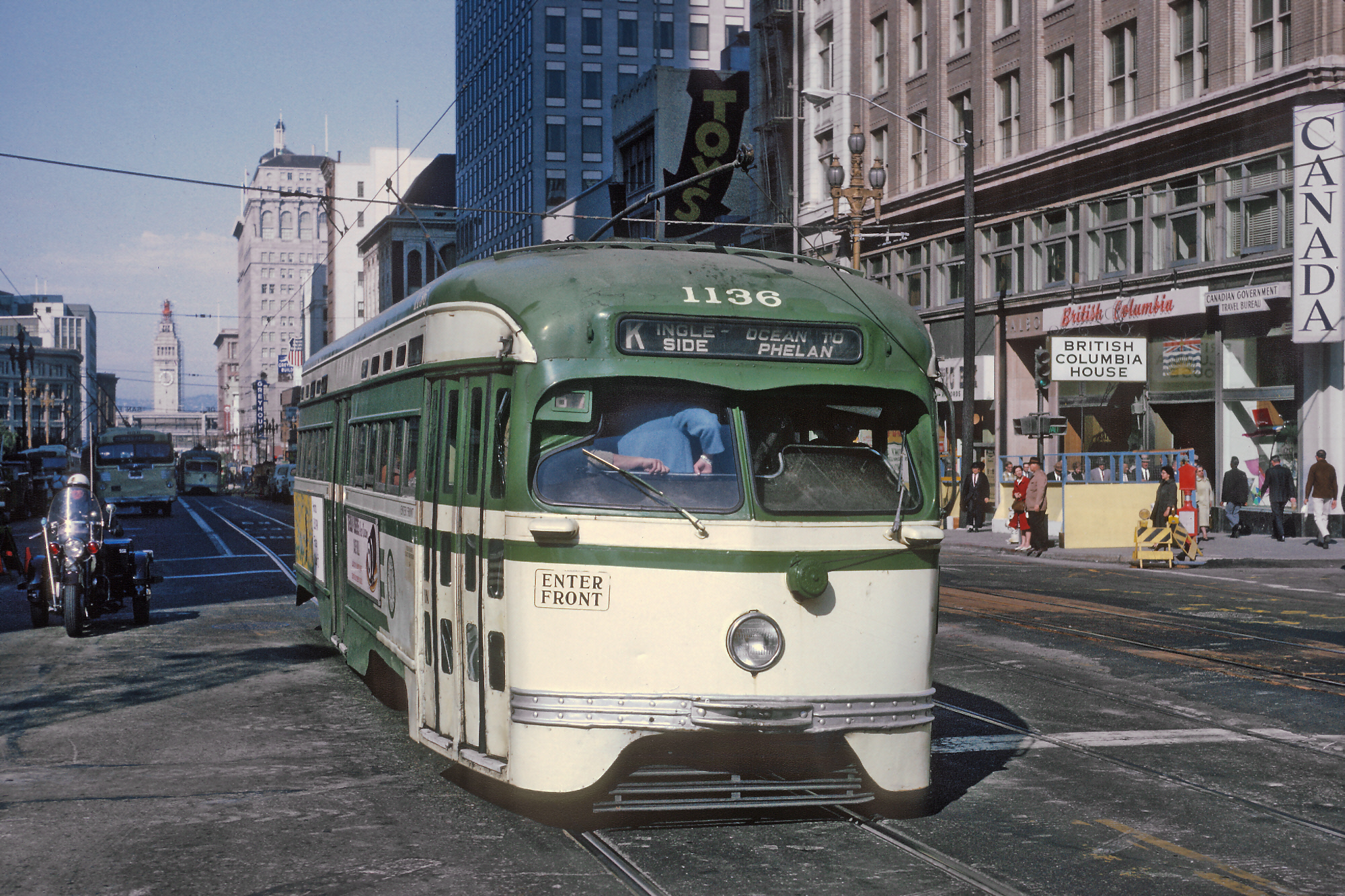
Un tranvía PCC en la ruta K Ingleside en Market Street en 1967.

Market Street es una gran arteria vial de San Francisco, y ha tenido carros de tracción animal, funiculares y tranvías eléctricos. En los años 1970 se inició la construcción del Market Street Subway, que podría llevar a los trenes del BART en su nivel inferior. Las líneas de tranvías que anteriormente corrían por la superficie de Market Street fueron trasladados al nivel superior de este túnel. Esta desviación, junto con la provisión de nuevos carros de tren ligero, resultaron en el actual sistema Muni Metro.
La conversión de las líneas tranviarias de Market Street en el túnel, y el reemplazo de los carros existentes con nuevos trenes ligeros, fue completada en noviembre de 1982. Sin embargo las vías en superficie no fueron levantadas, y muchos de los viejos carros aún estaban guardados.

### Festivales históricos de tranvías

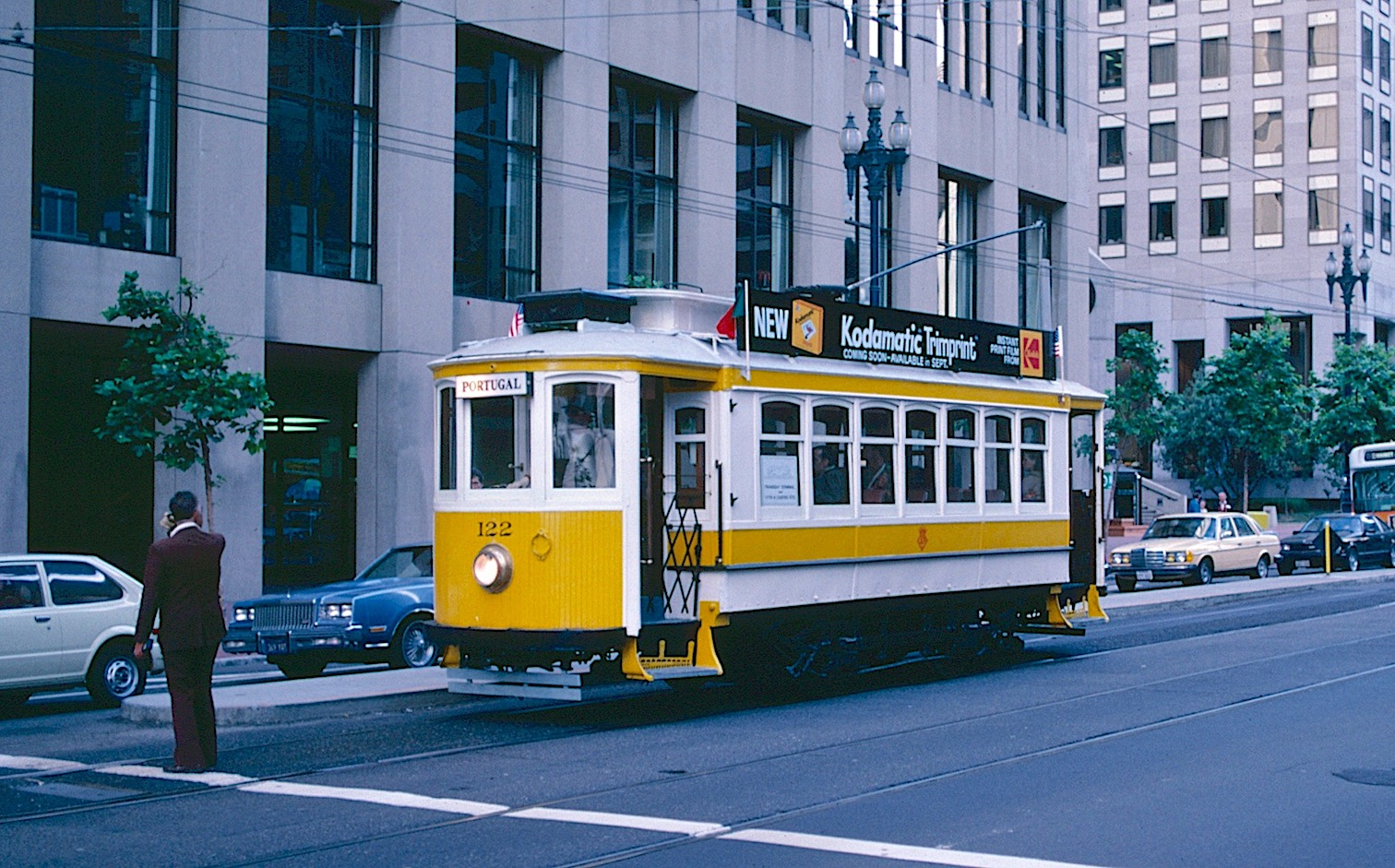
Carro 122 de Oporto en Market Street en 1983, durante el primer Festival de Tranvías Históricos.

En 1982, las líneas de funiculares de San Francisco se cerraron durante casi dos años para permitir una reconstrucción importante. El servicio de tranvía histórico temporal de fin de semana comenzó el 3 de julio de 1982 como parte de las celebraciones del 4 de julio y funcionó hasta septiembre de ese año. Para proporcionar una atracción turística alternativa más regular durante este período, los Festivales de Tranvías Históricos de San Francisco comenzaron en 1983. Estas operaciones de verano de tranvías antiguos en Market Street fueron un proyecto conjunto de la Cámara de Comercio de San Francisco y Muni.
La ruta del festival del tranvía iba desde la Terminal Transbay en las calles First y Mission hasta Market, luego subía por las vías retenidas de Market Street hasta Duboce Avenue. Desde allí, siguió un desvío de tranvía "temporal" construido en la década de 1970 para evitar la construcción del metro debajo de Market: Duboce, Church Street y 17th Street hasta Castro.

### Línea F-Market

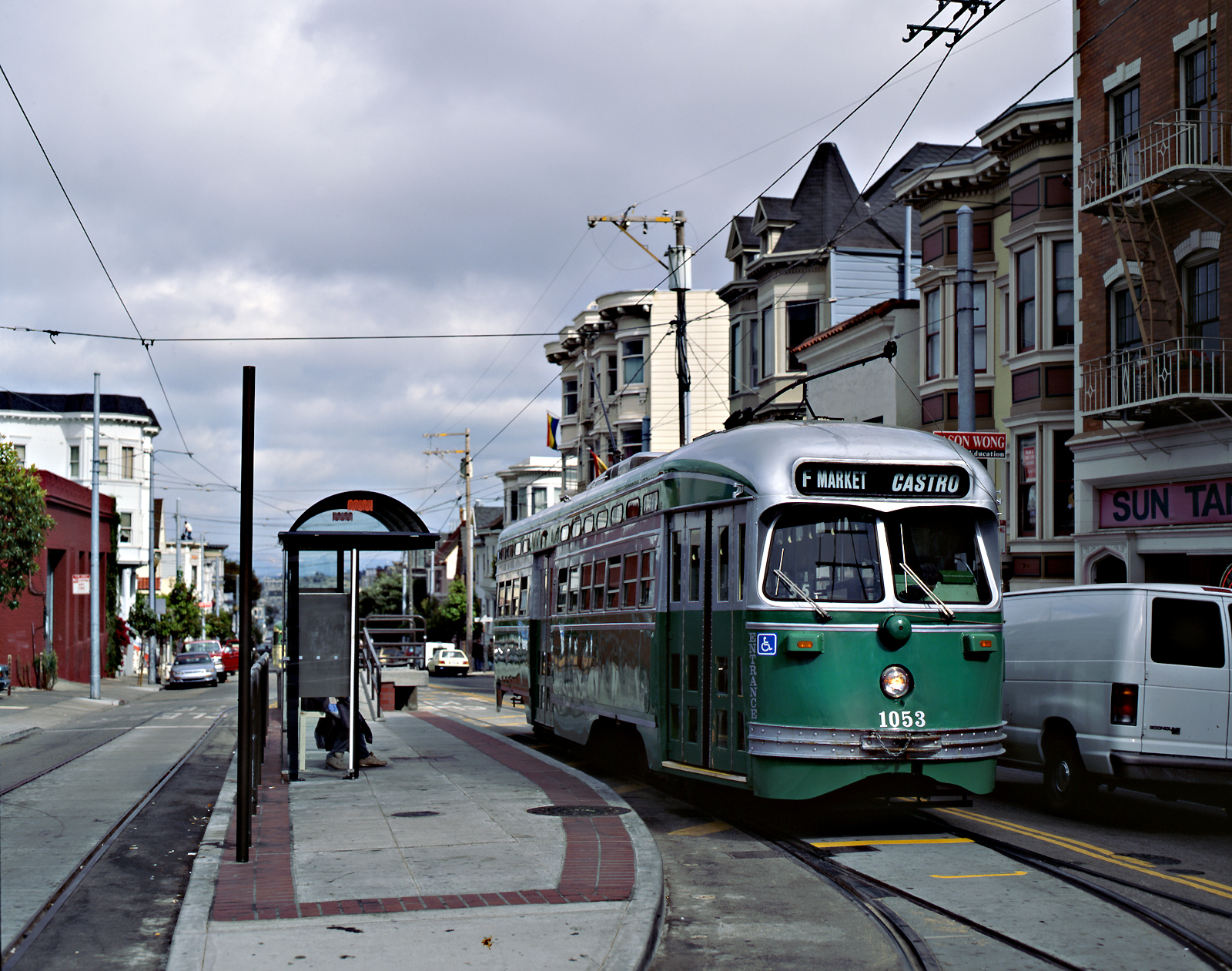
Tranvía 1053 en la intersección de las calles 17th y Castro en 1999.

El 1 de septiembre de 1995, la línea F se inauguró con un desfile de carros PCC, pintados para representar algunas de las dos docenas de ciudades de América del Norte a las que alguna vez sirvió este tipo de tranvía. El número de pasajeros superó las expectativas y la ruta de trolebuses de la línea 8-Market que había reemplazado en su mayoría se suspendió por completo el 29 de diciembre de 1995. En ese momento de la historia, este era un caso raro en el que un tranvía reemplazó una línea de autobús en funcionamiento. La necesidad de carros adicionales resultó en la adquisición de diez tranvías estilo Peter Witt que luego se retiraron en la ciudad de Milán, Italia. Estos vagones se construyeron en la década de 1920 con un diseño que alguna vez fue común en las ciudades de América del Norte, y sus vagones hermanos todavía se usan ampliamente en la red de tranvías de Milán.

### Extensión al Embarcadero

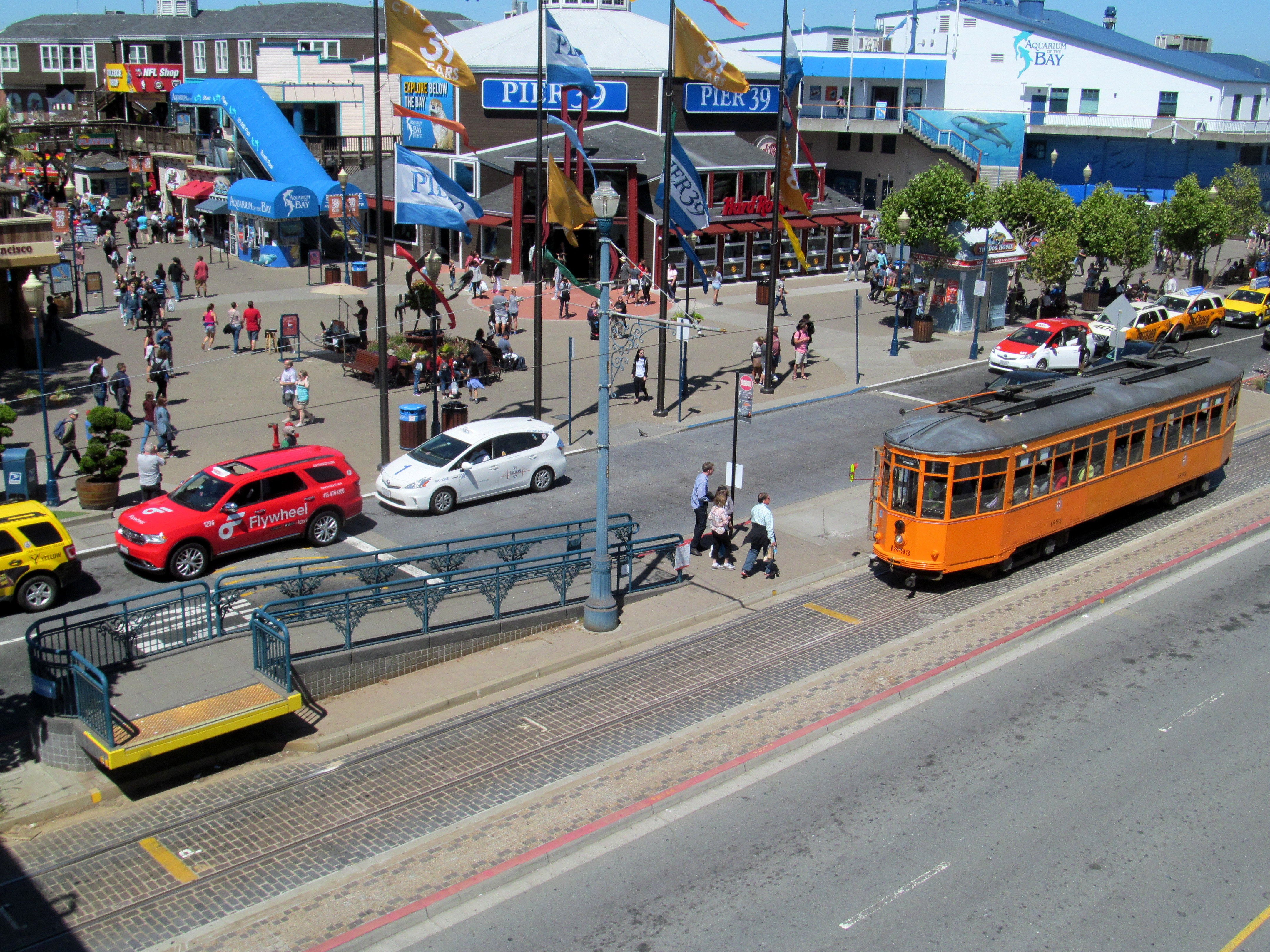
Un tranvía de F Market & Wharves en Pier 39.

El Embarcadero es la carretera costera del este de San Francisco, a lo largo de la Bahía de San Francisco. En un momento ocupado con el tráfico relacionado con el puerto y el transbordador, cayó en declive cuando la carga se transfirió a las terminales de contenedores de Oakland y el Puente de la Bahía reemplazó a los transbordadores. En la década de 1960, se construyó una autopista elevada en Embarcadero, que dividía la ciudad de la bahía, pero fue demolida después del terremoto de Loma Prieta de 1989. Las propuestas para el servicio de tranvías a lo largo del Embarcadero se presentaron ya en 1974, y el histórico servicio de tranvías a lo largo de Embarcadero se proporcionó por primera vez durante el Festival de Tranvías Históricos de 1987, utilizando las vías existentes de Belt Railroad en Embarcadero y generadores diésel remolcados para proporcionar energía.
Con la autopista demolida, el paseo marítimo comenzó a remodelarse para actividades turísticas y de ocio, similar a Fisherman's Wharf y Pier 39 en el extremo norte del paseo marítimo. Para apoyar esta remodelación, se decidió reconstruir el Embarcadero como un bulevar bordeado de árboles con vías de tranvía en la mediana. La sección al norte de Market Street iba a ser servida por una extensión de la línea F. Las vías se ampliaron en el extremo norte de Market para conectar con las vías de Embarcadero. El 4 de marzo de 2000 el servicio de la línea F comenzó a operar a lo largo de la nueva extensión de Fisherman's Wharf, reemplazando la ruta de autobús 32. El servicio en la sección corta de la línea F entre Market Street y Transbay Terminal se suspendió en ese momento. El último viaje de la línea F partió de la terminal Transbay a las 12:55 a. m. de la noche del 3 de marzo, y la pista se abandonó en agosto de 2000, y el uso final fue un viaje de "despedida" del carro de trabajo C1 construido en 1916 el 18 de agosto, y la eliminación de pistas comenzó poco después.
Un mes después de la apertura de la extensión, Muni dedicó un carro a Herb Caen, el célebre columnista del San Francisco Chronicle quizás el más famoso por acuñar la frase Baghdad by the Bay para describir la ciudad. El carro, Streetcar No. 130, que se entregó originalmente en 1914, contiene paneles de madera y está decorado con muchas citas de Caen.
El servicio se suspendió en marzo de 2020 durante la pandemia de COVID-19. Se reanudó el 15 de mayo de 2021, con horario limitado; el horario completo se reanudó el 26 de junio.